# Pete Kleinow
Pete Kleinow (South Bend, 20 augustus 1934 - Petaluma, 6 januari 2007) alias Sneaky Pete, was een Amerikaans muzikant. Hij werd bekend als steelgitarist bij de countryrockband The Flying Burrito Brothers en speelde als sessiemuzikant op albums van bands en artiesten als  John Lennon, Frank Zappa, Stevie Wonder, Fleetwood Mac en Leonard Cohen.
Kleinow werkte aanvankelijk in animatie en speciale effecten voor film en televisie. In zijn vrije tijd speelde hij als gitarist in diverse bands. In 1968 werd hij door Chris Hillman en Gram Parsons (beide ex-The Byrds) gevraagd zich aan te sluiten bij hun nieuwe band The Flying Burrito Brothers. Hij zou tot 1981 bij deze band te blijven, om hierna zijn oude vak weer op te pakken. Vanaf 2000 speelde hij in enkele jaren in de band Burrito Deluxe, samen met onder andere Garth Hudson (ex-The Band).
Sinds 2006 leed Kleinow aan de ziekte van Alzheimer. Hij overleed in een verpleegtehuis.
- Gemeinsame Normdatei: 132553147
- International Standard Name Identifier: 0000 0003 6854 4621
- Library of Congress Control Number: n93092735
- MusicBrainz: f7b1e334-2aaa-4ef2-85f9-5c2c8cdb90dc
- Virtual International Authority File: 6097790